# Florian Mohr (Handballspieler)
Florian Mohr (* 30. Januar 1998 in Graz) ist ein österreichischer Handballspieler.

## Karriere
Mohr begann in seiner Jugend in der Akademie der HIB Graz Handball zu spielen. Bis 2015/16 lief er unter anderem auch in der ersten Mannschaft der Grazer auf. Danach lief der Kreisläufer sieben Spielzeiten für Bregenz Handball in der HLA MEISTERLIGA auf. Mit Bregenz gewann er zweimal den HLA-Supercup (2016, 2022) und einmal den ÖHB-Cup. Seit der Saison 2023/24 steht er beim deutschen Zweitligisten TV Großwallstadt unter Vertrag. Nach der Saison 2024/25 wird sein Vertrag in Großwallstadt nicht verlängert.

## Erfolge
- Bregenz Handball
  - 1× Österreichischer Pokalsieger 2021/22
  - 1× HLA-Supercup 2016, 2022

## HLA-Bilanz
| 2016/17   | Bregenz Handball                                                | HLA                                                             | 25                                                              | 3                                                               | 0/0                                                             | 3                                                               |                                                                 |                                                                 |
| 2017/18   | Bregenz Handball                                                | HLA                                                             | 26                                                              | 17                                                              | 0/0                                                             | 17                                                              |                                                                 |                                                                 |
| 2018/19   | Bregenz Handball                                                | HLA                                                             | 18                                                              | 4                                                               | 0/0                                                             | 4                                                               |                                                                 |                                                                 |
| 2019/20   | Saison aufgrund der COVID-19-Pandemie in Österreich abgebrochen | Saison aufgrund der COVID-19-Pandemie in Österreich abgebrochen | Saison aufgrund der COVID-19-Pandemie in Österreich abgebrochen | Saison aufgrund der COVID-19-Pandemie in Österreich abgebrochen | Saison aufgrund der COVID-19-Pandemie in Österreich abgebrochen | Saison aufgrund der COVID-19-Pandemie in Österreich abgebrochen | Saison aufgrund der COVID-19-Pandemie in Österreich abgebrochen | Saison aufgrund der COVID-19-Pandemie in Österreich abgebrochen |
| 2020/21   | Bregenz Handball                                                | HLA                                                             | 24                                                              | 46                                                              | 0/0                                                             | 46                                                              |                                                                 |                                                                 |
| 2021/22   | Bregenz Handball                                                | HLA                                                             | 25                                                              | 37                                                              | 0/0                                                             | 37                                                              |                                                                 |                                                                 |
| 2016–2022 | gesamt                                                          | HLA                                                             | 118                                                             | 107                                                             | 0/0                                                             | 107                                                             |                                                                 |                                                                 |